# مجموعه زندیه
مجموعه بناهای زندیه شیراز (میدانگاه زندیه) بناهای زیبا و تاریخی دوره زندیه در شیراز می‌باشد که از لحاظ هنری و معماری دارای اهمیت زیادی است.

## مجموعه بناها
بناهای محموعه زندیه عبارتند از
- ارگ کریم خان (کاخ اختصاصی کریمخان زند)[۳]
- باغ نظر (آرامگاه کریم خان زند)
- میدان تاریخی توپخانه
- بازار وکیل
- مسجد وکیل[۴]
- حمام وکیل
- آب‌انبار وکیل[۵]
- سرای مشیر
- دیوانخانه وکیل